# Porchov
Porchov (Russisch: Порхов) is een stad in de Russische oblast Pskov, die zijn oorsprong kent in een middeleeuws fort. Het aantal inwoners ligt rond de 12.000. Porchov is tevens het centrum van het gelijknamige bestuurlijke rayon. De stad ligt ongeveer 88 kilometer ten oosten van Pskov, aan de Sjelon.
Het (destijds houten) fort Porchov werd volgens de overlevering in 1239 gebouwd op order van Alexander Nevski. In 1356 werd het fort geplunderd door Algirdas van Litouwen; in 1387 ging het hele fort zelfs in vlammen op. De Republiek Novgorod bouwde meteen daarna een nieuw fort, ditmaal van steen, 1300 meter verder stroomafwaarts. In 1428 verwoestte Vytautas van Litouwen de westmuur van het fort met artillerievuur en verschafte zich daarmee toegang tot het fort. Twee jaar later werd het fort versterkt en werd de westmuur opnieuw opgetrokken. Toen Novgorod in 1478 definitief door Moskou werd ingelijfd, verloor het fort haar militaire betekenis. In 1777 kreeg Porchov de status van stad.
Het fort en de gebouwen binnen de ommuring zijn tamelijk goed bewaard gebleven, waaronder een drietal kerken, waarvan twee uit de vijftiende eeuw. Twee torens, waarvan een in ruïnestaat, staan nog overeind.

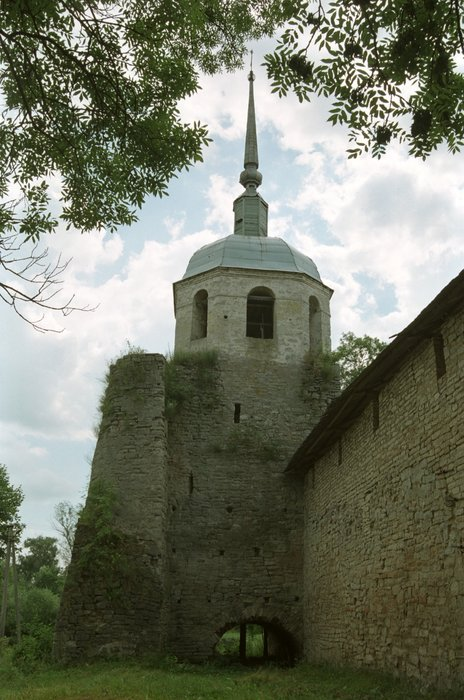
De nog gave hoektoren van het fort in Porchov

Bestuurlijk centrum: Pskov 

Dno · Gdov · Nevel ·Novorzjev · Novosokolniki · Opotsjka · Ostrov · Petsjory · Porchov · Poestosjka · Pytalovo · Sebezj · Velikieje Loeki